# آگر (رودخانه)
آگر رودی در اوبراسترایش است؛ این رود از تخلیه آترزی حاصل شده که بین شورفلینگ ام اترزی و سیوالشن ام آترزی و در کنار لامباخ قرار داشته که به تراون می ریزد.
آگر از انتهای دوره یخبندان وورم (Würm) سر برآورد، هنگامی که یخچال‌های طبیعی شروع به ذوب شدن کردند.